# Serixia subaurea
Serixia subaurea là một loài bọ cánh cứng trong họ Cerambycidae.